# L'uccellino azzurro (Maeterlinck)
L'uccellino azzurro (L'oiseau bleu) è un'opera teatrale del commediografo belga Maurice Maeterlinck, rappresentata per la prima volta il 30 settembre 1908 al Teatro d'Arte di Mosca sotto la regia di Konstantin Sergeevič Stanislavskij.
L'opera ebbe un seguito, scritto sempre da Maeterlinck, dal titolo L'uccellino azzurro e il fidanzamento.

## Trama
I protagonisti sono i bambini poveri Tyltyl e Mytyl, fratello e sorella, che lavorano come taglialegna. Una notte nella loro camera da letto i due ricevono la visita della fata Berylune, che chiede loro di aiutarla a trovare l'uccellino azzurro della felicità, l'unico modo per guarire la sua nipotina, gravemente malata.
Durante il viaggio in un mondo fantastico, i due fratelli ritroveranno i loro nonni morti da tempo, vedranno il loro fratellino non ancora nato e incontreranno altri personaggi, tra cui la Luce, il Fuoco, il Pane, lo Zucchero, il Cane e il Gatto. Quest'ultimo pur di salvarsi la vita tenterà, con l'aiuto della Notte e degli spiriti degli alberi e degli animali, di uccidere i due protagonisti.

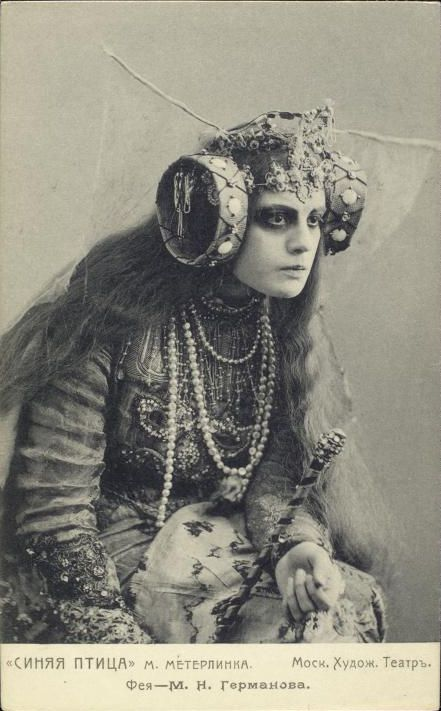
La strega, interpretata da Marija Germanova.

## Cast (1908)
Cast parziale della prima messa in scena:
- Tyltyl: Sof'ja Chaljutina
- Mytyl: Alisa Koonen
- Il nonno: Aleksandr Adašev
- La strega: Marija Germanova
- Latte: Aleksandra Rebikova
- Fuoco: Georgij Burdžalov
- Il Gatto: Ivan Moskvin

## Produzioni teatrali, cinematografiche e musicali
| Anno | Mytyl / Tyltyl                       | Teatro / Cinema / Musica |
| ---- | ------------------------------------ | --- |
| 1908 | Alisa Koonen / Sof'ja Chaljutina     | L'uccellino azzurro (L'oiseau bleu), opera teatrale di Maurice Maeterlinck: Teatro d'Arte di Mosca, regia di Konstantin Sergeevič Stanislavskij. Secondo le convenzioni teatrali del tempo il ruolo dei due bambini protagonisti è affidato a due attrici adulte. |
| 1910 | Pauline Gilmer / Olive Walter        | The Blue Bird, film muto (UK), prodotto dalla Gaumont British Picture Corporation. |
| 1910 | Irene Brown / Gladys Hulette         | The Blue Bird, ed. americana dell'opera teatrale di Maurice Maeterlinck: New Theatre e quindi Majestic Theatre, Broadway, New York (USA). |
| 1918 | Tula Belle / Robin Macdougall        | L'uccello blu (The Blue Bird), film muto (USA), regia di Maurice Tourneur |
| 1919 | Mary Ellis / Raymonde Delaunois      | L'oiseau bleu, opera lirica di Albert Wolff: Metropolitan Opera, New York (USA). |
| 1923 | Mary Corday / Ben Grauer             | The Blue Bird, revival dell'ed. americana dell'opera teatrale di Maurice Maeterlinck: Jolson's 59th Street Theatre, Broadway, New York (USA). |
| 1940 | Shirley Temple / Johnny Russell      | Alla ricerca della felicità (The Blue Bird), film (USA), regia di Walter Lang. |
| 1970 | -- / --                              | Sinjaja ptiza, film d'animazione (URSS), regia di Vasily Livanov |
| 1976 | Patsy Kensit / Todd Lookinland       | Il giardino della felicità (The Blue Bird), film (USA-URSS), regia di George Cukor. |
| 1979 | Daniela Capurro / Franco Branciaroli | L'uccellino azzurro, adattamento italiano dell'opera di Maeterlinck, regia di Luca Ronconi: Teatro Municipale, Reggio Emilia (Italia), 20 dicembre 1979. |
| 1980 | Mami Koyama / Tōru Furuya (voci)     | L'uccellino azzurro (Maeterlinck no aoi tori - Tyltyl Mytyl no bōken ryokō), serie TV di animazione (Giappone), regia di Hiroshi Sasagawa - Trasmessa per la prima volta in Italia nel 1983.                                                                      |
| 2011 | Tene Potey / Bafiokadie Potey        | Blue Bird, film (Belgio-Francia), regia di Gust Van den Berghe - La storia è ambientata in uno sperduto villaggio africano. |

## Menzioni in altre opere
- Nell'anime di fantascienza RahXephon, un uccellino azzurro è il simbolo di uno dei protagonisti, Michiru, il cui nome è la lettura giapponese di Mytyl.
- Nell'anime Eureka Seven il nome dell'autore dell'opera, Maurice Maeterlinck, viene diviso nei nomi dei tre figli di Eureka, rispettivamente Maurice, Maeter e Linck.
- Nel romanzo K-PAX, il protagonista Prot aiuta uno degli ospiti del manicomio dandogli tre compiti da svolgere, il primo di questi è di trovare l'uccellino azzurro della felicità. Tale riferimento compare anche nell'omonimo adattamento cinematografico.
- Nel finale del lungometraggio animato Yellow Submarine, il Capo dei Biechi Blu afferma che suo cugino è l'uccello azzurro della felicità, e in quel momento sulla sua testa viene mostrato proprio un uccello azzurro.
- Nell'episodio 616 della serie animata Pokémon, dal titolo Problemi in famiglia!, compaiono due personaggi dal nome Tyltyl e Mytyl.
- Nel videogioco Rule of Rose (in cui ogni capitolo è dedicato ad una fiaba o storia, che viene però deformata) vi è un capitolo denominato "L'uccello della felicità", chiaro riferimento all'uccellino azzurro di Maeterlinck. Però in questo caso l'uccellino è rosso sangue, e non azzurro.
- Nella sesta puntata dell'anime Papà Gambalunga un insegnante interroga la protagonista su Maurice Maeterlinck.
- Il cantante k-pop MINO cita questa storia nel ritornello della sua canzone “Fiancé”
- Il pilota britannico Malcolm Campbell rimase molto colpito dall'opera di Maeterlinck, alla cui rappresentazione assistette nel 1912, tanto che le varie automobili e imbarcazioni con cui negli anni successivi prese parte a competizioni e stabilì vari record di velocità erano tutte per suo volere dipinte in blu e chiamate col nome Blue Bird.
- Nel 2008, per celebrare i cent'anni della prima messa in scena dell'opera di Maeterlinck, il Belgio stampò una serie limitata di Euro in oro riportanti su una delle facce il disegno di un uccellino.
- Nell'anime Kiseiju - L'ospite indesiderato, L'uccellino azzurro è il titolo della undicesima puntata, infatti molti altri episodi di questo anime hanno il titolo di celebri opere o libri.
- Nel manga "Moonlight Act" viene menzionata l'opera di Maeterlinck; in particolare il personaggio di Tyltyl viene colpito dal cosiddetto "moonstruck".
- Nel romanzo Basta un caffè per essere felici di Toshikazu Kawagishi, il protagonista Yukio viene comparato ai fratellini Tyltyl e Myltyl.